# Prophet Joseph
Prophet Joseph (persisch یوسف پيامبر, romanisiert Yūsofe Payāmbar, wörtlich „Joseph der Prophet“) ist eine religiöse iranische Fernsehserie, die von Farajollah Salahshoor produziert, geschrieben und inszeniert wurde. Die Erstausstrahlung erfolgte am 27. Dezember 2008 im Iran.
Sie basiert auf der islamischen Geschichte von Joseph aus dem Koran und islamischen Traditionen. Die in mehrere Sprachen synchronisierte Serie gilt als die meistgesehene iranische Fernsehserie.

## Handlung

### 1. Staffel: „Kindheit“
Als Kind sieht Joseph im Schlaf eine prophetische Vision. Er träumt von elf Sternen, der Sonne und dem Mond, die sich vor ihm verneigen, und erzählt seinem Vater Jakob (Mahmoud Pak Niat) davon. Jakob deutet den Traum folgendermaßen: „Die Sonne und der Mond symbolisieren deine Eltern, und die elf Sterne sind deine Brüder.“ Dies deutet auf Josephs zukünftige Herrschaft über seine älteren Brüder hin, die eifersüchtig auf ihn sind.
Die Brüder schmieden hinterhältige Pläne, um Joseph zu töten. Eines Tages nehmen sie Joseph mit auf die Weide und versprechen ihrem Vater, gut auf ihn aufzupassen. Als sie auf dem Weideland ankommen, überlegen sie es sich anders, ihn jedoch nicht zu töten. Stattdessen werfen sie ihren Bruder Joseph in einen Brunnen mit niedrigem Wasserstand, damit eine vorbeiziehende Karawane ihn mitnimmt und in die Ferne führt. Die Brüder kehren nach Hause zurück und geben vor, traurig zu sein. Sie erzählen ihrem Vater, dass Joseph von einem Wolf angegriffen worden sei, und zeigen ihm ein blutiges Hemd als Beweis.
Die Karawanenreisenden, die auf dem Weg nach Ägypten sind, ziehen Joseph aus dem Brunnen, als sie Wasser schöpfen wollen. Sie verkaufen ihn an den ägyptischen Adligen Potiphar, einen Beamten des Pharaos, für einen geringen Preis.
Joseph dient Potiphar mehrere Jahre lang und erhält den Namen „Josarsif“. Als Joseph (Mostafa Zamani) erwachsen wird, raubt seine Schönheit den adligen Frauen den Verstand, darunter auch Zuleikha (Katayoun Riahi), die Frau Potiphars, in dessen Haus er lebt. Zuleikha bittet Joseph, mit ihr das Bett zu teilen, doch er lehnt ab. Daraufhin wird er aufgrund ihrer Intrigen ins Gefängnis geworfen.

### 2. Staffel: „Aus dem Gefängnis in den Palast“
In der Gefangenschaft ruft Joseph die Menschen zum Monotheismus auf und deutet die Träume von zwei Mitgefangenen – Inarus (Amirhossein Modarres) und Apopis (Mohammad Ali Soleimentasch). Nach Josephs Traumdeutung wird Inarus freigelassen, während Apopis hingerichtet wird.
Joseph bleibt lange im Gefängnis, bis eines Tages der Pharao Echnaton (Rahim Noruzi) einen beunruhigenden Traum hat: Er sieht sieben magere Kühe, die sieben fette Kühe fressen, und sieben vertrocknete Ähren, die sieben grüne Ähren verschlingen. Joseph deutet diese Vision als Ankündigung von sieben Jahren reicher Ernten, gefolgt von sieben Jahren Hungersnot, die über Ägypten hereinbrechen werden. Seine Deutung enthält den Rat, in den kommenden sieben Jahren sparsam mit den Vorräten umzugehen und Lebensmittel einzulagern, um die Bevölkerung vor dem drohenden Hunger zu schützen.
Beeindruckt von seiner Weisheit rechtfertigt und begnadigt ihn der Pharao und überträgt ihm die landesweite Verwaltung der Vorräte und Speicher.

### 3. Staffel: „Ein Wiedersehen“
Nach mehreren Jahren kommen Josephs Brüder nach Ägypten, um Nahrung zu suchen. Joseph erkennt seine Brüder, verrät ihnen jedoch nicht, wer er ist. Er versorgt sie mit Proviant und schickt sie zurück, damit sie ihren jüngeren Bruder Binyamin (Zoheir Yari) holen. Er verspricht ihnen, dass er Binyamin seinen Anteil persönlich übergeben wird.
Als Binyamin ankommt, behält Joseph mit einer List seinen geliebten jüngeren Bruder bei sich und sendet einen Boten zu ihrem Vater. Kurz darauf ziehen Josephs Eltern und Brüder, die ihre Taten bereuen, nach Ägypten, wo der Vater nach vielen Jahren der Trennung endlich seinen Sohn wiedertrifft.

## Produktion
Farajollah Salahshoor ist bekannt für religiöse Dramen. Er leitet sowohl die Regie als auch das Drehbuchteam. In der Nähe von Teheran wurde eine komplette Filmstadt im Stil des alten Ägypten aufgebaut. Aus politischen Gründen war ein Dreh in Ägypten nicht möglich, da die Beziehungen zwischen Iran und Ägypten zu dieser Zeit angespannt waren. Die Produktion dauerte mehrere Jahre (2004–2008), da die Serie in großem Maßstab produziert wurde. Das Budget war sehr hoch für iranische Verhältnisse – circa mehrere Millionen Dollar. Über 1.000 maßgeschneiderte Kostüme wurden für die Serie hergestellt, basierend auf Vorstellungen von ägyptischer Mode. Die Paläste, Tempel und Häuser wurden detailgetreu nachgebaut. Dafür wurden große Studioflächen in ein „Mini-Ägypten“ verwandelt.

## Rezeption
Die Serie wurde im Iran und in anderen muslimischen Ländern (z. B. im arabischen Raum, Pakistan, Indonesien, Tajikistan) sehr erfolgreich und gilt als eine der meistgesehenen religiösen Produktionen des Iran. Wegen der detaillierten Darstellung religiöser Propheten wurde sie jedoch in einigen Ländern kontrovers diskutiert. Im April 2010 wurde Farajollah Salahshour von einem Teheraner Gericht zu einer Entschädigungszahlung verurteilt, weil er laut Urteil etwa 20 % des Drehbuchs eines früheren, von Shahabeddin Taheri geschriebenen Werkes übernommen hatte. Salahshour kündigte an, gegen das Urteil Berufung einzulegen.

## Auszeichnungen
Im Oktober 2009 wurde Salahshour bei der Abschlussveranstaltung der Generalversammlung der Islamic Radio and Television Union (Naher Osten/Kulturorganisation) offiziell ausgezeichnet – die Serie wurde beim dortigen Fernsehabschluss als Best TV Production hervorgehoben.
Im November 2009 ehrte der Oberste Führer des Irans, Ayatollah Khamenei, Regisseur Salahshour und das gesamte Team in einer offiziellen Zeremonie für den kulturellen Einfluss und Erfolg der Serie.